# Chris Hunter (basket-ball)
Pour les articles homonymes, voir Hunter.
Chris Hunter, né le 7 juillet 1984, à Gary, en Indiana, est un ancien joueur américain de basket-ball. Il évolue au poste d'ailier fort et de pivot.

## Palmarès
- Champion NIT 2004
- All-NBDL Second Team 2009
- All-Star NBA Development League 2009
- Champion NBA Development League 2014